# Buckau (1920)

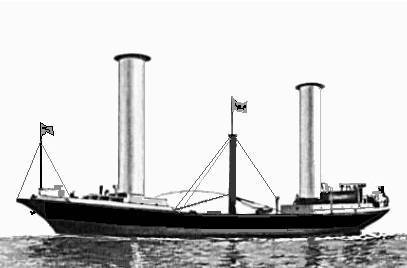
Buckau na rysunku

Buckau – statek z napędem rotorowym.
Na początku lat dwudziestych XX wieku Anton Flettner zlecił stoczni Germaniawerft w Kilonii przebudowę trójmasztowego żaglowca Buckau na rotorowiec. Walce wykorzystujące efekt Magnusa miały wysokość 15,6 m i 2,8 m średnicy. Obracały się z prędkością 120 obrotów na minutę.
Pierwszy pokaz, zakończony sukcesem, odbył się 7 listopada 1924.
Optymalne warunki pracy występowały gdy prędkość obrotowa odpowiadała 3,5-krotnej prędkości wiatru wiejącego z boku. Przy wietrze wiejącym od dziobu statek musiał halsować.
Pierwszą podróż odbył z W.M. Gdańska, przez Kanał Kiloński do Leith w Szkocji.
Buckau nosił swoją nazwę na cześć dzielnicy Magdeburga – Buckau. Później został przemianowany na Baden-Baden i przepłynął do USA. Przybycie statku do Nowego Jorku 9 maja 1926 przyciągnęło rzesze gapiów.
Baden-Baden został zniszczony przez sztorm na Karaibach w 1931. W tym czasie rotory były już zdemontowane.

## Dane techniczne
- Wodowanie: 4 września 1920
- Ukończenie budowy: 1920 (1924 jako rotorowiec)
- Wyporność:
  - 496 BRT
  - 455 BRT jako żaglowiec
- Ładowność: 625 Mg
- Długość / Szerokość / Zanurzenie: 54 m / 9 m / 3,8 m
- Napęd:
  - Jacht: 883 m² powierzchni żagla i pomocniczy silnik Diesla
  - Rotorowiec: Silnik wysokoprężny 220 KM i 2 rotory Flettnera
- Prędkość: 7–11 węzłów
- Załoga: 10 osób
- Statki siostrzane: Gaarden, Datteln i Annen (bez rotorów Flettnera)